# Sawgrass Mills

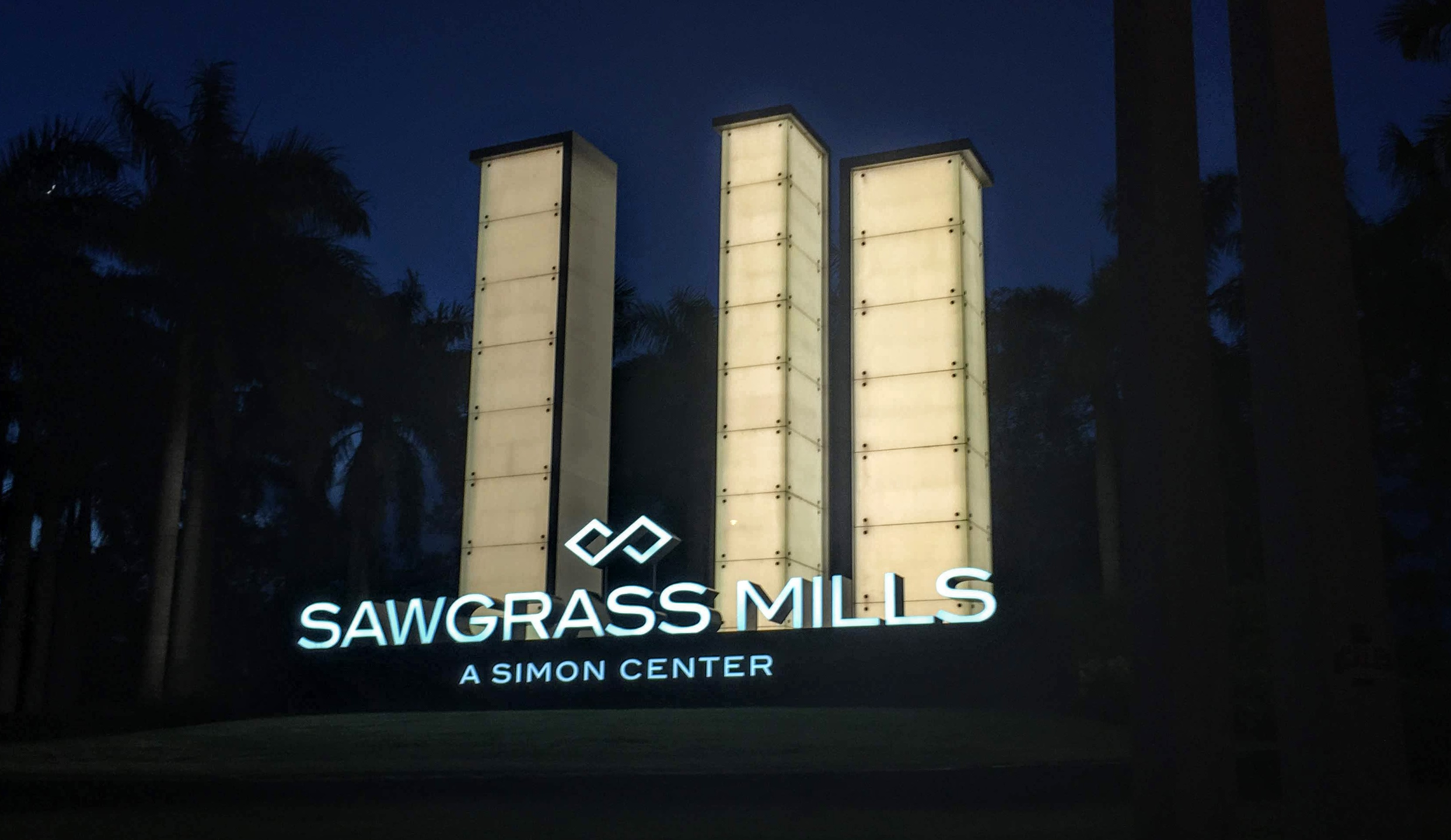
Sawgrass Mills Haupteingang (2018)

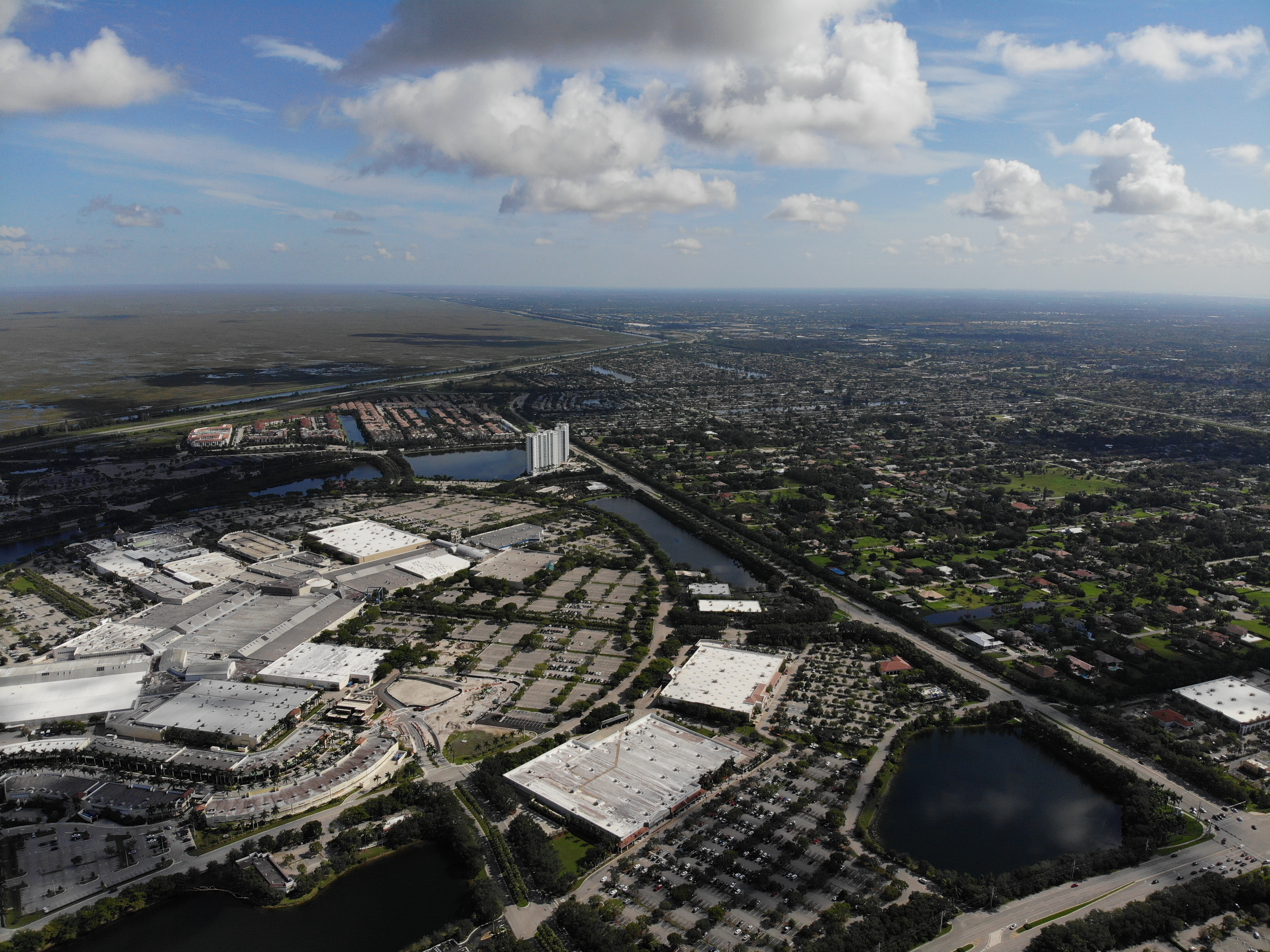
Luftbild des Areals (2018)

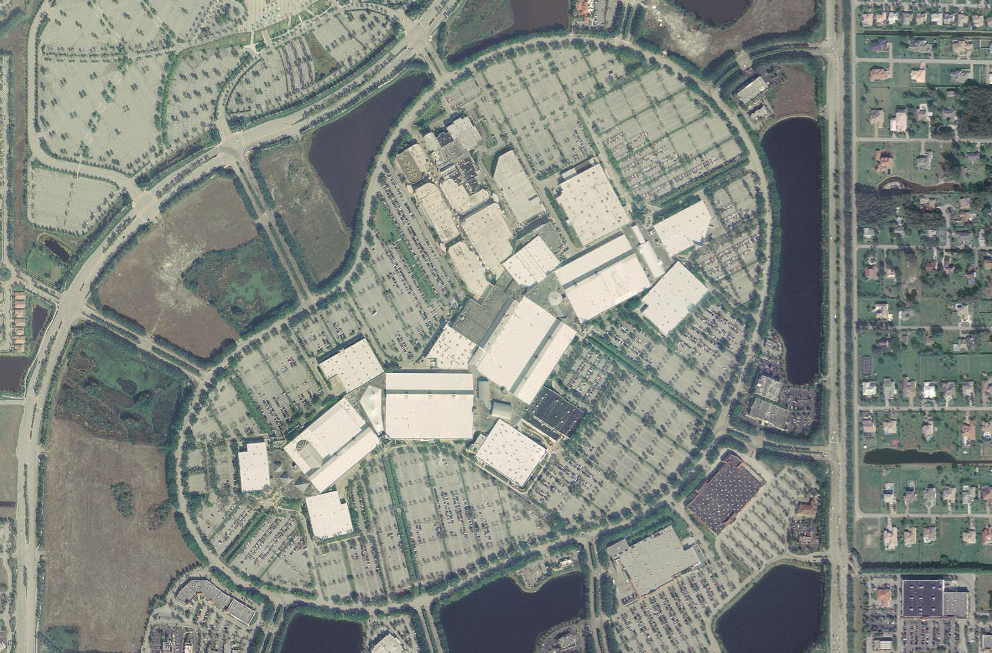
Satellitenbild der NASA

Sawgrass Mills ist ein von der Simon Property Group betriebenes Outlet-Shopping-Center in Sunrise, Florida, einer Stadt im Broward County.

## Geschichte
Es wurde 1990 als drittes Einkaufszentrum eröffnet, das von der inzwischen aufgelösten Mills Corporation (heute Teil der Simon Property Group) entwickelt wurde, und ist seitdem viermal erweitert worden, zuletzt im Jahr 2013.
Hinzu kamen ein Außenbereich, der 1999 eröffnet wurde, einschließlich GameWorks, das 2011 zu GameRoom wird, dann 2018 zu In The Game, Regal Cinemas, Ron Jon Surf Shop, Nordstrom Rack, The Cheesecake Factory, California Pizza Kitchen, Texas de Brazil und Yard House. "The Colonnade Outlets at Sawgrass Mills" wurde 2006 als gehobener Lifestyle-Bereich mit Geschäften und Restaurants eröffnet, verankert durch Last Call By Neiman Marcus.

## Beschreibung
Aufgrund seiner Größe ist Sawgrass Mills in drei Teile gegliedert: das Haupteinkaufszentrum mit vier Hauptabschnitten der "Avenue" und einem Unterabschnitt der "Fashion Avenue"; "The Oasis at Sawgrass Mills".
Mit einer Verkaufsfläche von 220.237 m² (2.370.610 Quadratfuß) ist es das elftgrößte Einkaufszentrum in den Vereinigten Staaten,  das größte einstöckige Outlet-Mall in den USA, das größte Einkaufszentrum im Broward County, das zweitgrößte Einkaufszentrum in Florida und im Großraum Miami nach der Aventura Mall und das drittgrößte Einkaufszentrum im Südosten der Vereinigten Staaten. Es gibt über 329 Einzelhandelsgeschäfte und Marken-Discounter, zu deren Ankerpunkten Off 5th Saks Fifth Avenue und Super Target gehören.

## Übersicht Geschäfte
| Geschäfte                       | Eröffnet               | vorherige Geschäfte                                                  | Bemerkungen |
| ------------------------------- | ---------------------- | -------------------------------------------------------------------- | --- |
| Bed Bath and Beyond             | 1990                   |                                                                      | |
| Bloomingdale's The Outlet Store | 2010                   | Books-A-Million                                                      | |
| BrandsMart U.S.A.               | 1990                   |                                                                      | |
| Burlington Coat Factory         | 1990                   |                                                                      | |
| Camille La Vie                  |                        |                                                                      | |
| Century 21 Department Store     | 2016                   | VF Outlet (until 2015)                                               | |
| Dick's Sporting Goods           | 2017                   | The Sports Authority                                                 | |
| Forever 21                      | 2013                   | Wannado City                                                         | |
| In The Game/Johnny Rockets      | 2018                   | GameRoom                                                             | |
| Gap Outlet                      |                        |                                                                      | |
| H&M                             | 2017                   | TJ Maxx (1995–2017)                                                  | |
| Marshalls                       | 1990                   |                                                                      | |
| Last Call by Neiman Marcus      | 1995                   |                                                                      | |
| Nike Factory Store              |                        |                                                                      | |
| Nordstrom Rack                  |                        |                                                                      | |
| Off Broadway Shoe Warehouse     | 2003                   |                                                                      | |
| Rainforest Cafe                 | 1996                   |                                                                      | |
| Regal Cinemas                   | 1997                   | Cobb Cinemas                                                         | |
| Ron Jon Surf Shop               | 1999 (old), 2012 (new) | Legal Sea Foods                                                      | Zog 2012 an den ehemaligen Standort von Legal Sea Foods um, wobei der alte Laden in Old Navy umgewandelt wurde |
| Saks Fifth Avenue Off 5th       | 1990                   |                                                                      | |
| Super Target                    | 2006                   | Target Greatland (1992–2006)                                         | |
| T.J. Maxx                       | 1995 (old), 2017 (new) | American Signature Home (2003–2016), Service Merchandise (1990–2002) | Zog 2017 an den ehemaligen Standort von American Signature Furniture um, wobei das alte Geschäft zu H&M wurde  |
| Texas De Brazil                 | 2017                   | Hard Rock Cafe (1999–2004)                                           | blieb aufgegeben, bis Barbie Dreamhouse Experience (2013–2015) den Raum übernahm                               |
| TrendMax Outlet Store           | 2017                   | JCPenney Outlet Store, Sears Outlet Store (1990–1994)                | |
| Urban Planet                    | 2014                   | Spec's Music                                                         | |